# Ninoxe papoue
Uroglaux dimorpha
Genre
Espèce
Synonymes
- Athene dimorpha Salvadori, 1874
(protonyme)

Statut de conservation UICN

 LC  : Préoccupation mineure
Statut CITES
La Ninoxe papoue (Uroglaux dimorpha), unique représentant du genre Uroglaux, est une espèce d'oiseaux de la famille des Strigidae.

## Répartition
Cet oiseau vit dans le nord-ouest et le sud-est de la Nouvelle-Guinée.